# Gérard de Pougy
Gérard de Pougy (latin : Gerardus de Pogeio), est un noble champenois du milieu du XIIe siècle, probablement issu d'une branche cadette de la maison de Pougy, qui s'installe en Terre sainte où il devient maréchal et chambellan du royaume de Jérusalem.

## Biographie
Bien que son ascendance n'est pas été définie avec exactitude, il est très probablement issu d'une branche cadette de la maison de Pougy, dans le comté de Champagne.
Il s'installe en Terre sainte vers 1160 et il apparait comme témoin dans une charte du roi Baudouin III dès 1161, puis du roi Amaury Ier en 1169 et 1174, et enfin de Baudouin IV en 1179. Il devient maréchal et chambellan du royaume de Jérusalem en 1169, sa rapide ascension étant peut-être due à sa parenté avec Miles de Plancy, sénéchal de Jérusalem depuis 1168.
En 1167, il fait partie de l'ost royal du roi Amaury Ier de Jérusalem pour sa campagne en Égypte destinée à renverser le sultanat zengide par un califat fatimide plus faible. Une fois en Basse-Égypte, il est placé par le roi à la tête d'un détachement chargé de tenir Gizeh.
En 1171, il fait partie, avec entre autres l'évêque d'Acre Guillaume et l'ancien maitre des Templiers Philippe de Milly, des dignitaires qui accompagnent le roi Amaury à Constantinople en vue de former une alliance avec l'Empire byzantin.

## Mariage et enfants
Gérard de Pougy n'a pas d'union ou de descendance connue.